# Renzo Revoredo
Renzo Revoredo Zuazo (* 11. Mai 1986 in Lima) ist ein peruanischer ehemaliger Fußballspieler, der auf der Position des Abwehr- und Mittelfeldspielers agierte.

## Karriere

### Vereinskarriere
Renzo Revoredo begann 2003 seine Profikarriere als Fußballer beim peruanischen Erstligisten Sporting Cristal. Er gab sein Ligadebüt am siebten Spieltag der Saison 2013/14 am 11. April 2004 gegen Deportivo Wanka. Zu diesem Zeitpunkt war er lediglich 17 Jahre alt, spielte aber das ganze Spiel, das in einem 1:1-Unentschieden endete, durch. Für Sporting Cristal spielte Revoredo knappe eineinhalb Jahre und hatte in dieser Zeit sieben Einsätze. 2004 wechselte Revoredo schließlich innerhalb der ersten Liga zu Coronel Bolognesi FC, wo er insgesamt vier Jahre lang spielte und in dieser Zeit 138 Partien für die Mannschaft bestritt und dabei fünf Tore erzielte. Nach seiner Zeit bei Coronel Bolognesi wechselte Revoredo 2009 zu Universitario de Deportes. Mit dieser Mannschaft wurde er im gleichen Jahr peruanischer Meister. Insgesamt bestritt er in drei Jahren 59 Spiele für den Verein und erzielte dabei drei Tore. 2011 wurde Revoredo für ein knappes Jahr zu seinem ehemaligen Verein Sporting Cristal verliehen, für den er nochmal 12 Spiele absolvierte. Nach seiner Rückkehr zu Universitario wurde er direkt weiterverliehen, diesmal zu Club Olimpia in die erste paraguayische Liga. Hier bestritt er 19 Partien, blieb aber ohne Torerfolg. Nachdem die Leihfrist geendet hatte, trennten sich Universitario und Revoredo voneinander und Letzterer wechselte zum ecuadorianischen Verein Barcelona SC Guayaquil in die erste Liga, wo er 2012 nur zwei Partien bestritt. Nachdem er hier erneut ein knappes Jahr verbracht hatte, wechselte Revoredo 2013 zurück zu Sporting Cristal, für die er seitdem spielt. Sein Verein hat ihn von 2013 bis 25. November 2016 bereits in 130 Spielen eingesetzt und Revoredo erzielte in 7 dieser Spiele zusammen 13 Tore. Ende 2015 gab es Gerüchte, dass Revoredo den Verein verlassen würde.

### Nationalmannschaft
2009 wurde Revoredo aufgrund seiner Leistungen in der Liga in die peruanische Nationalmannschaft berufen. Mit dieser nahm Revoredo unter anderem an der Copa América 2011 in Argentinien teil.

## Erfolge
- Apertura Meister: 2007 (mit Coronel Bolognesi)
- Peruanischer Meister: 2009 (mit Universitario de Deportes)
- Peruanischer Meister: 2014 (mit Sporting Cristal)